# پیت‌سره
پیت سره، روستایی است از توابع بخش بندپی شرقی شهرستان بابل در استان مازندران ایران است.

## جمعیت
این روستا در دهستان فیروزجاه قرار دارد و براساس سرشماری مرکز آمار ایران در سال ۱۳۸۵، جمعیت آن ۲۵ نفر (۸خانوار) بوده‌است.